# Дорош Роман Ігорович
Рома́н І́горович До́рош (нар. 1 січня 1987, Київ) — український футболіст, півзахисник.

## Біографія

### Кар'єра
Почав свою кар'єру в Києві, де провів 50 ігор (13 голів) в чемпіонаті України (ДЮФЛ). Потім розпочав грати в команді «Нафком» з Броварів. Пізніше став гравцем «Оболоні-2». У 2009 році перейшов до «Буковини», і з 2010 року почав регулярно виступати за чернівецьку команду (111 матчів у всіх турнірах). Разом з «Буковиною» отримав путівку в першу лігу України, завоювавши чемпіонство другої ліги.
Сезон 2013/2014 розпочав в складі донецького «Олімпіка», в якому дебютував 31 серпня 2013 року в матчі проти «Олександрії», вийшовши на поле замість Дмитра Гришка, який отримав травму. Закріпитися в основному складі Романові не вдалося. За донецьку команду вихованець київського футболу провів лише 9 зустрічей, і відігравши лише один сезон, покинув клуб.
Наступний сезон 2014/15 розпочав у складі криворізького «Гірника», де протягом двох сезонів взяв участь в 51 матчі. 23 червня 2016 року отримав статус вільного агента через зняття команди з турніру. 8 липня 2016 року підписав контракт з «Буковиною», проте в кінці лютого 2017 року по обопільній згоді сторін припинив співпрацю з клубом.
У березні 2017 року підписав контракт з клубом «Тернопіль», проте в квітні того ж року вирішив продовжити кар'єру в криворізькому «Гірнику», де також працював як тренер у клубній дитячо-юнацькій школі. Однак незабаром повернувся назад до Чернівців де працював на аналогічній посаді в команді ФК «Лужани».

#### В збірній
Впродовж 3 років виступав за різні юнацькі збірні. Де в цілому провів 29 матчів і відзначився 2 голами. Також виступає на чемпіонаті Європи 2004 року за юнацьку збірну України (до 17 років).

### Спортивна діяльність
З 2019 року працював помічником президента «Буковини» Вадима Заяця, відповідаючи за фінансові справи чернівецького клубу. З другої половини 2020 року відповідає за спорт у Мамаївській ОТГ (Чернівецької області) — Директор відділу фізичної культури та спорту Мамаївської сільської ради.

## Досягнення
- Переможець Першої ліги України (1): 2013/14
- Переможець Другої ліги України (1): 2009/10